# Osiedle Fabianowo-Kotowo
Osiedle Fabianowo-Kotowo – osiedle samorządowe Poznania (od 1 stycznia 2011 roku).

## Granice admininistracyjne
Osiedle Fabianowo-Kotowo graniczy:
- z gminą Komorniki
- z miastem Luboń
- z osiedlem Junikowo (granica - linia kolejowa nr 3, ulica Wołowska)
- z osiedlem Górczyn (granica - Strumień Junikowski)
- z osiedlem Świerczewo (granica - Strumień Junikowski)

## Podział
Podział w Systemie Informacji Miejskiej
Według Systemu Informacji Miejskiej Osiedle Fabianowo-Kotowo jest podzielone na trzy jednostki obszarowe:
- Fabianowo
- Kotowo
- Rudnicze

## Siedziba Rady Osiedla
Adres Rady Osiedla
Biblioteka Raczyńskich Filia 15, ul. Fabianowo 2, 60-005 Poznań

## Komunikacja
Osiedle obsługują autobusy MPK Poznań linii 180 oraz linie nocne 250 i 257.